# Aldi
Aldi — німецька мережа магазинів-дискаунтерів, що нараховує понад 10 000 крамниць у 20 країнах світу.

## Назва
Назва є скороченням від Albrecht-Discount..
У Австрії та Словенії мережа супермаркетів називається Hofer. Назву було змінено, через те що у цих країнах вже були бізнеси з назвою Aldi.

## Історія
Історія Aldi почалася у провінційному містечку Німеччини у Мюльгаймі-на-Рурі, з 1948 року, коли два брати Теодор Альбрехт і Карл Альбрехт відкрили невелику бакалійну крамницю під вивіскою Aldi. Тоді, у післявоєнній Німеччині, де населення потребувало дешевих товарів, зародилася концепція дискаунтерів. 

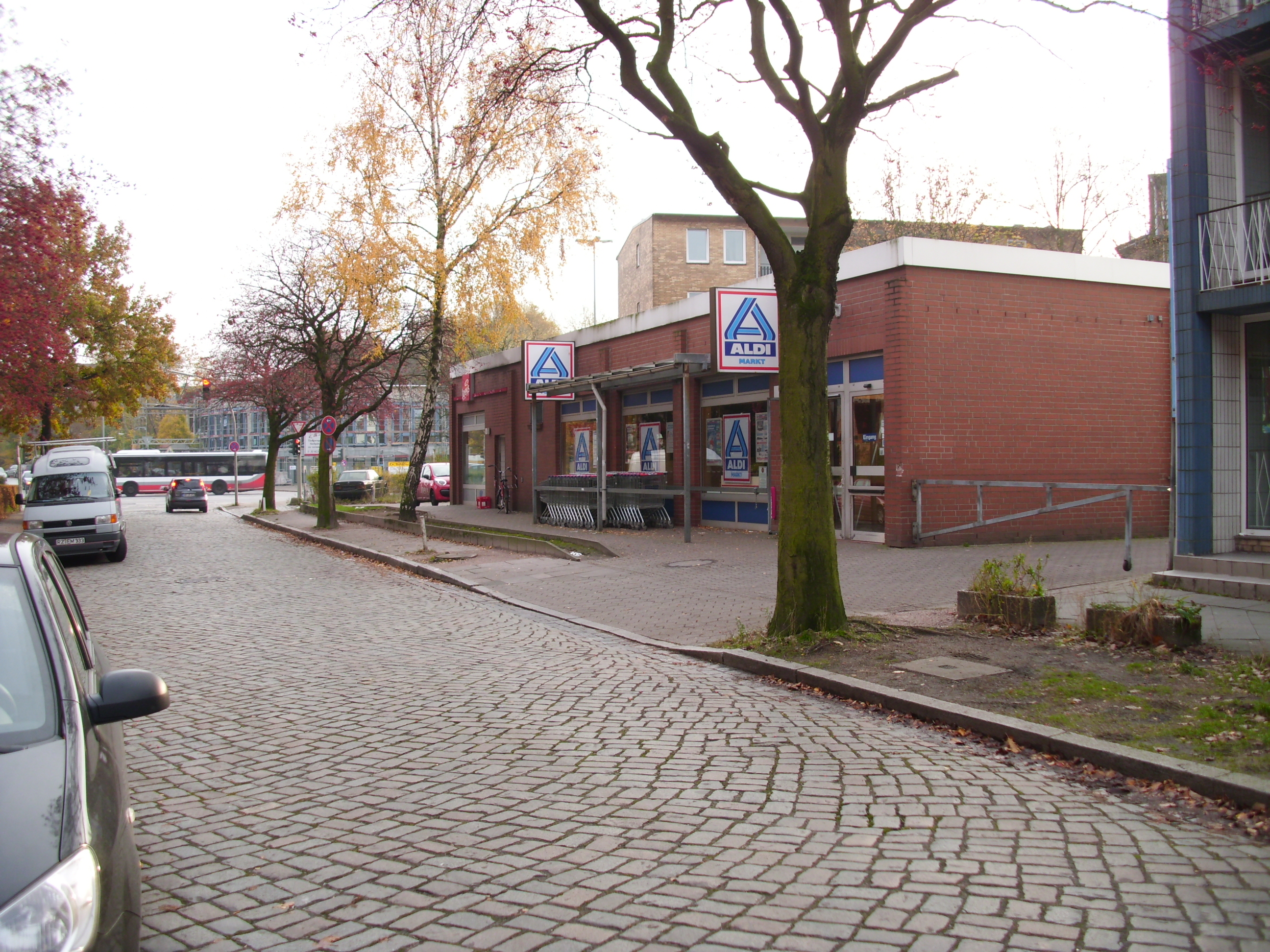
Один з магазинів мережі Aldi північ (Німеччина)

До 1950 року брати Альбрехти володіли вже 13 магазинами в району Рура.
На початку 1960-х років компанія ALDI займала вже 47% національного ринку, але під тиском антимонопольного комітету Німеччини була вимушена шукати нові ринки в інших країнах.
Перший філіал за межами Німеччини Aldi відкрився в Бельгії, а 1976 року ALDI вже з'явилася в Америці. Тепер в Америці компанії володіє 578 крамницями у 21 штаті США. Сьогодні ALDI налічує понад 4 тисячі крамниць в 10 країнах світу. Після об'єднання Німеччини та падіння "залізної завіси" Aldi пережила стрімке розширення. Брати пішли у відставку з посад генеральних директорів в 1993 році; контроль над компаніями перейшов до рук приватних сімейних фондів, Фонду Сіпманна (Aldi Süd) та Фонду Маркуса, Якобуса та Лукаса (Aldi Nord, Trader Joe's).

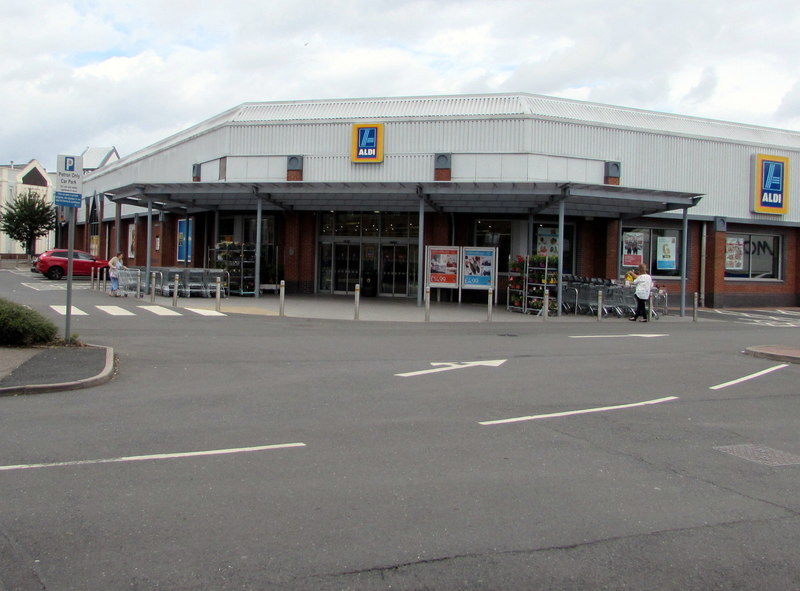
Один з магазинів мережі Aldi південь (Велика Британія)

## Організаційна структура
В Німеччині торгова мережа Aldi поділяється на дві частини — Aldi Nord (північ), та Aldi Süd (південь).

## Критика
У 2013 у Великій Британії розгорівся великий м'ясний скандал. Мережа визнала що під виглядом страв-напівфабрикатів з телятиною продавала від 30% до 100% коняче м'ясо.
У 2017 у Німеччині з продажу усіх крамниць мережі були вилучені яйця нідерландського виробництва. У них були знайдені залишки фінпроніла, речовини, яку використовують для боротьби з комахами.